# بطريق مخطط
بطريق مخطط أو بطريق إسفيني أو طُسْنَاج (الاسم العلمي: Spheniscus)، جنس بطاريق يضم أربعة أنواع حية، جميعها لها أنماط ريشية ذات خطوط متشابهة. تشمل السماتها الشائعة شريطًا من اللون الأسود يدور حول أجسادها متاخمًا للظهر ذات اللون الأسود، ومناقير سوداء مع شريط أبيض رأسي صغير، وبقع مميزة على بطونها، وقطعة صغيرة من الجلد غير المصقول أو رقيق الريش حول أعينها وكيس من الزغب غير مكتمل النمو. يمكن أن يكون أبيض أو وردي. كل أعضاء هذا الجنس يضعون يبيضون ويربون صغارهم في أعشاش تقع في الجحور أو المنخفضات الطبيعية في الأرض.